# Colnari
 Colnari  falu Horvátországban, a Tengermellék-Hegyvidék megyében. Közigazgatásilag Brod Moravicéhez tartozik.

## Fekvése
Fiumétól 44 km-re északkeletre, községközpontjától 8 km-re északnyugatra, a Kulpa völgye felett, a horvát Hegyvidék (Gorski kotar) területén fekszik.

## Története
A településnek 1857-ben 32, 1910-ben 12 lakosa volt. Trianonig Modrus-Fiume vármegye Delnicei járásához tartozott.
2011-ben 2 lakosa volt.

## Lakosság
| Lakosság változása | Lakosság változása | Lakosság változása | Lakosság változása | Lakosság változása | Lakosság változása | Lakosság változása | Lakosság változása | Lakosság változása | Lakosság változása | Lakosság változása | Lakosság változása | Lakosság változása | Lakosság változása | Lakosság változása | Lakosság változása |
| ------------------ | ------------------ | ------------------ | ------------------ | ------------------ | ------------------ | ------------------ | ------------------ | ------------------ | ------------------ | ------------------ | ------------------ | ------------------ | ------------------ | ------------------ | ------------------ |
| 1857               | 1869               | 1880               | 1890               | 1900               | 1910               | 1921               | 1931               | 1948               | 1953               | 1961               | 1971               | 1981               | 1991               | 2001               | 2011               |
| 32                 | 0                  | 0                  | 16                 | 11                 | 12                 | 12                 | 22                 | 12                 | 9                  | 6                  | 7                  | 2                  | 0                  | 0                  | 2                  |

## Nevezetességei
Colnari etnozónája magában foglalja az azonos nevű falucskát a környezetével, mely része Završje tágabb, a Kulpa völgye felett fekvő etno környezetének. Három lakó- és kereskedelmi célú házból áll, melyek többnyire kőből épültek, cserepekkel borított nyeregtetővel. A közvetlen környezet nagy része kertekből, erdőkből és szérűskertekből áll. Colnari falu egy tágabb területe a 15/16. században alakult ki.